# Giorno dopo giorno (programma televisivo)
Giorno dopo giorno è stato un programma televisivo italiano, tratto dal format britannico Today's the Day della BBC2. È andato in onda dal 1º gennaio 2000 al 24 maggio 2002 su Rai 3 e condotto da Pippo Baudo e in seguito sostituito alla conduzione prima da Giancarlo Magalli e poi da Corrado Tedeschi. Era prodotto dalla Rai con la collaborazione della Einstein Multimedia.

## Il programma
Era un quiz pomeridiano che ripercorreva gli eventi principali del XX secolo, successivamente adattato per la prima serata con il titolo di Novecento, con ben quattro edizioni all'attivo tra il 2000 e il 2010.

## Ascolti TV
La puntata che è stata mandata in onda nella giornata di sabato 1º gennaio 2000 alle ore 20:00 su Rai 3 è stata vista da 2.444.000 telespettatori e ha avuto uno share pari all'11,35%.